# Il segreto di Italia
Il segreto di Italia è un film del 2014 diretto da Antonello Belluco e con protagonisti Romina Power (che ritorna sulle scene dopo molti anni) e Gloria Rizzato. La pellicola racconta la storia d'amore tra la giovane Italia e il giovane Farinacci sconvolti dall'eccidio avvenuto a Codevigo fra l'aprile e il maggio del 1945.
È stato premiato Miglior Film Straniero durante la 30ª edizione del Fort Lauderdale International Film Festival, svoltosi a Miami dal 6 al 22 novembre 2015.

## Trama
Nel 2000, Italia Martin, ormai settantenne, torna al paese di Codevigo dopo esserne stata lontana per 55 anni, per partecipare al matrimonio della nipote. Tormentata da un segreto, i suoi ricordi vanno all'aprile del 1945, quando, ragazzina, era innamorata del giovane Farinacci Fontana, fascista e figlio del vicecomandante della locale Brigata Nera, Sante. L'arrivo in paese come sfollata della bella vedova fiumana Ada, alloggiata proprio nella cascina della famiglia di Italia, sconvolge la nascente storia d'amore fra Italia e Farinacci. Nel frattempo la guerra si avvicina alla fine e i tedeschi si ritirano abbandonando i fascisti. Da sud arrivano i partigiani comunisti preceduti da un informatore, il marchigiano Mauro, che ha la missione di documentare le adesioni alla RSI da parte della popolazione locale in vista dell'epurazione.
L'arrivo dei partigiani ben presto si trasforma in un incubo per la popolazione. Una delle prime vittime è la maestra elementare Corinna Doardo che viene trascinata per le strade del paese e poi uccisa. Arresti arbitrari e torture ordinate dal comandante partigiano "Ramon" si susseguono. Nel frattempo Farinacci trova momentaneamente rifugio in un fienile mentre Italia e Ada, rassicurate da Mauro, decidono di prendere parte ad una festa di paese. Inaspettatamente Farinacci si presenta alla festa ma Ada lo convince a rimanere nascosto nel proprio rifugio dove lo riaccompagna. Italia rimasta sola alla festa segue il cagnolino di Farinacci fino al fienile dove coglie i due giovani in intimità e, sconsideratamente, denuncia il giovane ai partigiani provocandone l'arresto. Farinacci, la sera seguente, finisce fucilato nel corso delle esecuzioni in massa. Nello stesso gruppo di condannati finisce anche il padre di Italia, Franco, che preoccupato per il mancato rientro di Ada dopo la festa era andato a cercarla. Franco però viene salvato all'ultimo momento dal partigiano Mauro, che disgustato dalla mattanza e dai metodi dei "garibaldini" finge di ucciderlo e lo scaraventa nel fiume salvandolo. Ada invece viene violentata dai garibaldini e muore poco dopo abbracciata da Italia che si rende conto di aver provocato la morte dei due giovani. Trovata dalla madre, Italia ritorna a casa e insieme a tutta la famiglia, nel frattempo raggiunta anche da Franco, scappano a bordo della propria vettura non senza aver caricato a bordo il cagnolino di Farinacci.
La giovane Italia, rimasta sconvolta dal rimorso e sfollata a Milano, decide di partire per gli Stati Uniti per non ritornare più a Codevigo fino al 2000. Dopo il ritorno in paese incontra di nuovo il partigiano Mauro, ormai vecchio, che cerca di consolarla e di farle capire che anche lei è stata una vittima di una violenza più grande di loro.

## Sceneggiatura e produzione
Il film racconta, pur mantenendolo sullo sfondo, l'eccidio di Codevigo, basandosi su alcuni libri come I giorni di Caino di Antonio Serena (Panda, 1990) e Ravennati contro di Gianfranco Stella (Off. Ravennati, 1991), nonché Il sangue dei vinti di Giampaolo Pansa (Sperling & Kupfer, 2003). Secondo taluni opinionisti, la sceneggiatura dà una lettura delle vicende sommaria e romanzata senza tenere conto delle ultime ricerche storiche documentate sull'argomento. Tali ricerche mostrano infatti che le vicende e i fatti furono imputabili a una pluralità di soggetti di differenti provenienze militare e civile accaduti in situazioni altrettanto differenti legate all'avanzamento del fronte, ad atti di vendetta individuali e di gruppo.
Alla stesura della sceneggiatura ha contribuito largamente lo sceneggiatore Gerardo Fontana, già sindaco di Codevigo, e cugino di uno dei protagonisti, Farinacci Fontana.
Il film è costato oltre tre anni di lavorazione e non ha ricevuto aiuti da parte dello Stato. L'unico contributo pubblico è giunto dalla Regione Veneto. Il primo produttore, Sergio Pelone, inoltre, si ritirò dal lavoro dopo il montaggio del primo quarto d'ora promozionale, facendo sfumare buona parte dei contributi fino ad allora raccolti. Secondo quanto dichiarato dal regista vi sono state pressioni perché il progetto non si realizzasse.

## Polemiche e boicottaggi
Non appena rivelata la volontà di realizzare il film, il regista Antonello Belluco ha ricevuto delle raccomandate da parte dell'avvocato del figlio del partigiano Arrigo Boldrini "Bulow" (capo all'epoca dei fatti della 28ª Brigata Garibaldi) perché fornisse preventivamente copia della sceneggiatura, richiesta cui Belluco si rifiutò di aderire.  (v. intervista su Tempi.it).
Oltre al produttore, che si ritirò improvvisamente a progetto avviato, il regista ha dichiarato che "Dennis Dellai, regista vicentino di "Così eravamo" e "Terre rosse", lungometraggio sulla resistenza, aveva promesso di mettermi  a disposizione armi, automezzi e divise della Seconda guerra mondiale. Eravamo già d’accordo, ma all’improvviso ha cambiato idea. Quando la nostra producer, Maria Raffaella Lucietto, ha chiesto spiegazioni, Davide Viero, l’aiuto regista di Dellai ed esperto di materiale bellico, ha balbettato qualcosa come “tengo famiglia”: non voleva mettersi contro l’Anpi e i partigiani. Da quel momento i quattro o cinque collezionisti del Veneto ci hanno chiuso le porte in faccia. “A Belluco non si deve dare niente, è il passaparola” v. Controstoria Futura.
Alla sua uscita il film è stato fortemente criticato dall'ANPI di Padova, mentre è stato difeso dal cantautore Simone Cristicchi che ha paragonato le polemiche relative al film con quelle intorno al suo spettacolo teatrale Magazzino 18.
Le scene dell'uccisione della maestra Corinna Doardo e della tortura di un fascista sono basate su fatti documentati. Per i partigiani il regista ha invece preferito usare nomi di fantasia.